# Roskea

Roscoea tibetica f. atropurpurea

Roskea (Roscoea Sm.) – rodzaj bylin z rodziny imbirowatych (Zingiberaceae). Obejmuje 24 gatunki. Występują one w rejonie Himalajów od Kaszmiru po środkowe Chiny, północną Mjanmę i Wietnam. Rośliny te wyróżniają się w obrębie imbirowatych tym, że znoszą trudne warunki górskie (spotykane są nawet na rzędnej 4800 m n.p.m.), ekspozycję na pełne nasłonecznienie i niskie temperatury. 
Rośliny uprawiane są jako ozdobne, w tym także w ogrodach w strefach umiarkowanych.

## Morfologia
PokrójNiewysokie, często nieprzekraczające kilkunastu cm wysokości, rośliny zielne z nadziemną nibyłodygą (tworzoną przez zwinięte pochwy liściowe) wyrastającą co roku ze zredukowanego, prosto wzniesionego  kłącza. Rośliny te mają grube, wrzecionowatego kształtu korzenie.
LiściePochwy liściowe zwinięte w nibyłodygę, na granicy z blaszką z drobnym języczkiem, blaszka lancetowata do eliptyczno podługowatej, ogonka liściowego brak.
KwiatyZebrane w kwiatostan szczytowy określany jako grono lub kłos, wyrastający na szypule krótkiej i schowanej w nibyłodydze lub znacznie od niej wyższej. W kątach zielonych przysadek wyrastają pojedyncze kwiaty. Kielich jest rurkowaty, od dołu z rozcięciem, na szczycie z 2 lub 3 ząbkami. Korona zwykle jest dłuższa od kielicha, jest lejkowata, z krótką rurką u nasady. Boczne, wąskie płatki są w dolnej połowie zrośnięte z płatkiem środkowym tworzącym warżkę. Boczne prątniczki mają postać podobną do płatków korony. Płodny pręcik ma krótką nitkę i równowąską główkę z pylnikami. Łącznik przerasta pylniki i jest rozdęty w ostrogę. Słupek jeden, z trójkomorową, walcowatą zalążnią zawierającą liczne zalążki. Szyjka słupka jest nitkowata, zakończona lejkowatym znamieniem, z orzęsionym brzegiem.
OwoceElipsoidalne, walcowate lub maczugowate mięsiste torebki, otwierające się trzema klapami lub jednym bocznym pęknięciem. Nasiona z białą, mięsistą osnówką.

Roscoea alpina
Roscoea glaucifolia
Roscoea schneideriana

## Systematyka
Rodzaj należy do plemienia Zingibereae z podrodziny Zingiberoideae z rodziny imbirowatych Zingiberaceae.
Wykaz gatunków
- Roscoea alpina Royle – roskea górska
- Roscoea auriculata K.Schum.
- Roscoea australis Cowley
- Roscoea bhutanica Ngamr.
- Roscoea brandisii (King ex Baker) K.Schum.
- Roscoea capitata Sm.
- Roscoea cautleyoides Gagnep. – roskea chińska
- Roscoea debilis Gagnep.
- Roscoea forrestii Cowley
- Roscoea ganeshensis Cowley & W.J.Baker
- Roscoea glaucifolia F.J.Mou
- Roscoea humeana Balf.f. & W.W.Sm.
- Roscoea kunmingensis S.Q.Tong
- Roscoea megalantha Tosh.Yoshida & Yangzom
- Roscoea nepalensis Cowley
- Roscoea ngainoi A.A.Mao & Bhaumik
- Roscoea praecox K.Schum.
- Roscoea pubescens Z.Y.Zhu
- Roscoea purpurea Sm. – roskea purpurowa
- Roscoea schneideriana (Loes.) Cowley
- Roscoea scillifolia (Gagnep.) Cowley
- Roscoea tibetica Batalin
- Roscoea tumjensis Cowley
- Roscoea wardii Cowley